# Petra M. Geraats
Petra Maria Geraats ist eine niederländische Wirtschaftswissenschaftlerin. Das Forschungsgebiet der Lecturer sind Makroökonomie und die Verhaltensökonomik.

## Leben
Geraats erwarb im Jahr 2000 einen Ph. D. in Ökonomie unter der Betreuung von Maurice Obstfeld an der University of California und ist seitdem in dieser Disziplin an der University of Cambridge in Lehre und Forschung tätig. Dort forscht sie an praktischen Aspekten der Geldpolitik und International Finance. Ein wichtiger Punkt ihrer Forschungstätigkeit ist die Transparenz der Geldpolitik. Ihre Arbeiten über monetäre Makroökonomie gehören in dem monatlichen IDEAS-Ranking regelmäßig zu den meistrezipierten Werken weltweit.

## Werke (Auswahl)
- Essays on Transparency and Financial Markets. Dissertation, University of California at Berkeley, 2000
- Precommitment, transparency and monetary policy. Verlag Deutsche Bundesbank, 2001, ISBN 3-933-74784-8
- mit Hans H. Haller: Shareholders' Choice. In: Journal of Economics. Band 68, Nr. 2, Juni 1998, S. 111–135
- mit Paul Ruud: Instructor's Manual Accompanying Introduction to Classical Econometric Theory by Paul A. Ruud.  Oxford University Press
- Central Bank Transparency. In: Economic Journal. Band 112, Nr. 483, November 2002, S. F532–F565
- mit Hilde Bjørnland, Thomas Ekeli und Kai Leitemo: An Independent Review of Monetary Policymaking in Norway. In: Norges Bank Watch Report Series. 5, April 2004, Centre for Monetary Economics (CME), BI Norwegian School of Management
- The Mystique of Central Bank Speak. In: International Journal of Central Banking. Band 3, Nr. 1, März 2007, S. 37–80

## Auszeichnungen
Petra Geraats erhielt 2006 zusammen mit Marek Jarocinski den mit 10.000 Euro dotierten Klaus-Liebscher-Preis der Österreichischen Nationalbank.

## Belege
1. ↑  Dr Petra Geraats. In: joh.cam.ac.uk. St John's College University of Cambridge, abgerufen am 29. Juli 2025 (englisch).
2. ↑  Google Search. Abgerufen am 29. Juli 2025.

| Personendaten    | Personendaten            |
| ---------------- | ------------------------ |
| NAME             | Geraats, Petra M.        |
| ALTERNATIVNAMEN  | Geraats, Petra Maria     |
| KURZBESCHREIBUNG | niederländische Ökonomin |
| GEBURTSDATUM     | 20. Jahrhundert          |